# Microstegium geniculatum
Microstegium geniculatum är en gräsart som först beskrevs av Bunzo Hayata, och fick sitt nu gällande namn av Masaji Masazi Honda. Microstegium geniculatum ingår i släktet Microstegium och familjen gräs. Inga underarter finns listade i Catalogue of Life.